# 科尔塞勒勒若拉
科尔塞勒勒若拉（法語：Corcelles-le-Jorat）是瑞士联邦西部法语区的沃州下设的一个镇。在行政上属于布罗瓦-维利区管辖。科尔塞勒勒若拉的总面积为7.93平方公里。截至2010年底，总人口为411。

## 历史
科尔塞勒勒若拉最早见于1140年的一份文献，写作Corceleys。